# Иваньков (Черниговская область)
Иваньков (укр. Іваньків) — село в Коропском районе Черниговской области Украины. Население — 583 человека.
Код КОАТУУ: 7422284003. Почтовый индекс: 16213. Телефонный код: +380 4656.

## Власть
Орган местного самоуправления — Крисковский сельский совет. Почтовый адрес: 16213, Черниговская обл., Коропский р-н, с. Криски, ул. Школьная, 2. Тел.: +380 (4656) 3-41-47; факс: 3-41-68.